# WUAB
WUAB est une station de télévision américaine située à Cleveland, dans l'État de l'Ohio appartenant à Gray Television et est affiliée au réseau The CW. Ses studios sont situés dans le centre de Cleveland, tandis que l'émetteur hertzien est à Parma (Ohio).

## Histoire
WUAB commence ses émissions le 15 septembre 1968.
En juillet 2018, la station change d'affiliation du réseau MyNetworkTV au réseau The CW.

## Télévision numérique terrestre
| Canal virtuel | Résolution | Aspect | Programmation                             |
| ------------- | ---------- | ------ | ----------------------------------------- |
| 43.1          | 720p       | 16:9   | Programmation principale WUAB / The CW HD |
| 43.2          | 480i       | 16:9   | Outlaw                                    |
| 43.3          | 480i       | 16:9   | Oxygen                                    |